# Haloceras
Haloceras is een geslacht van weekdieren uit de klasse van de Gastropoda (slakken).

## Soorten
- Haloceras acrocomata Warén & Bouchet, 1991
- Haloceras carinata (Jeffreys, 1883)
- Haloceras cingulata (Verrill, 1884)
- Haloceras exquisita Warén & Bouchet, 1991
- Haloceras galerita Warén & Bouchet, 1991
- Haloceras heliptyx Warén & Bouchet, 1991
- Haloceras japonica Okutani, 1964
- Haloceras laxa (Jeffreys, 1885)
- Haloceras maxwelli Beu & B. A. Marshall, 2011 †
- Haloceras mediocostata (Dautzenberg & H. Fischer, 1896)
- Haloceras millestriata (Okutani, 1964)
- Haloceras phaeocephala Warén & Bouchet, 1991
- Haloceras rugosa Warén & Bouchet, 1991
- Haloceras spinosa Warén & Bouchet, 1991
- Haloceras tricarinata (Jeffreys, 1885)
- Haloceras trichotropoides Warén & Bouchet, 1991